# 굴드바게상

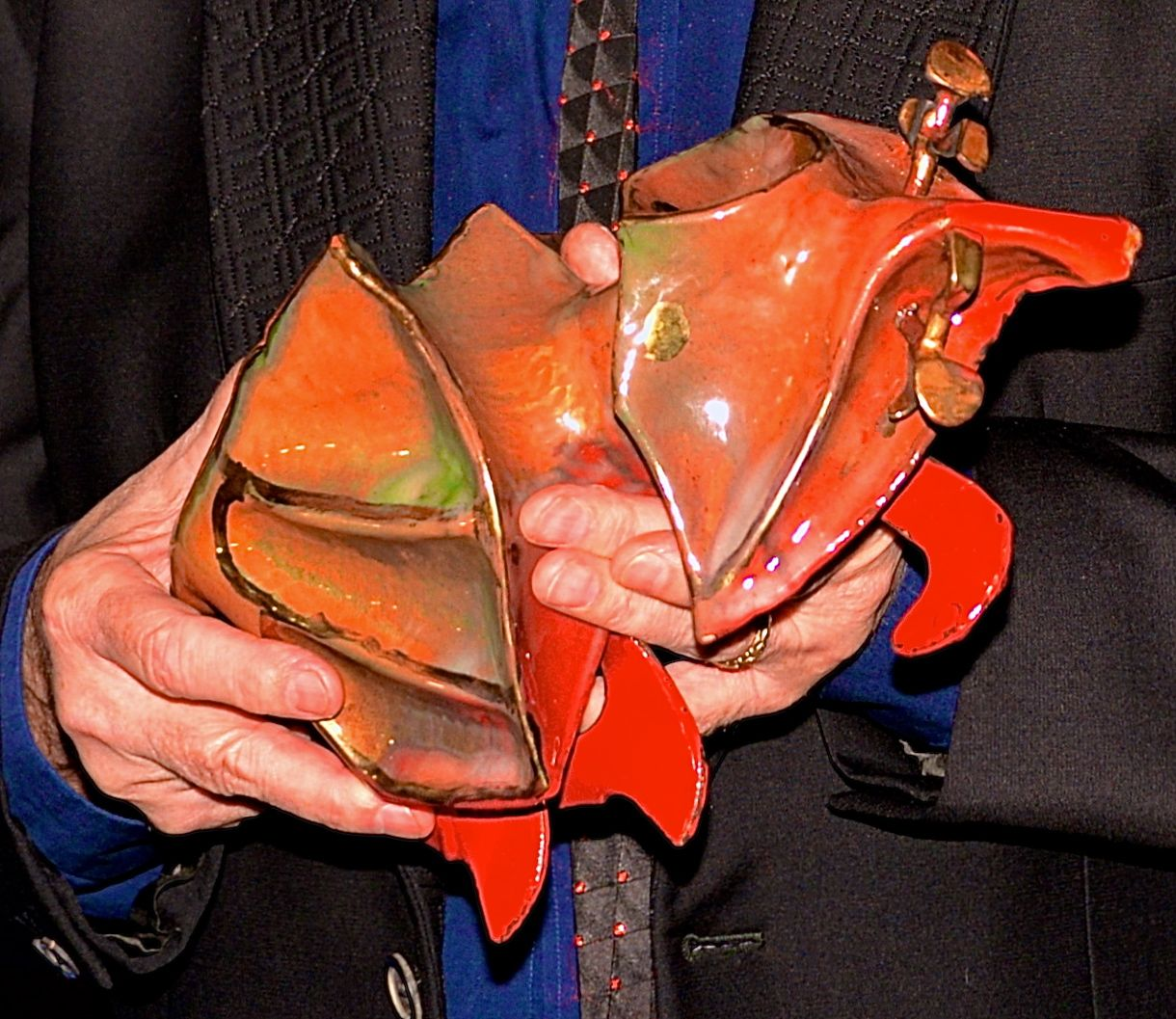
굴드바게상

굴드바게상(스웨덴어: Guldbaggen, 영어: Gold scarab)은 스웨덴 영화 협회에서 영화 산업의 탁월한 업적에 수여하는 상이다. 시상식은 1964년 스톡홀름 그랜드 호텔에서 처음으로 개최되었다. 스웨덴의 아카데미상이라 불리기도 한다. 상은 굴드바겐이라 불리는 장미 풍뎅이(Rose Chafer)모양이다.

## 시상 부문

### 현재의 시상 부문
- 작품상 (Bästa film, 1964년~)
- 감독상 (Bästa regi, 1964년~)
- 각본상 (Bästa manuskript, 1989년~)
- 촬영상 (Bästa foto, 1989년~)
- 남우주연상 (Bästa manliga huvudroll, 1964년~)
- 여우주연상 (Bästa kvinnliga huvudroll, 1964년~)
- 남우조연상 (Bästa manliga biroll, 1996년~)
- 여우조연상 (Bästa kvinnliga biroll, 1996년~)
- 편집상 (Bästa klippning, 2012년~)
- 의상상 (Bästa kostym, 2012년~)
- 음향상 (Bästa ljud/ljuddesign, 2012년~)
- 분장상 (Bästa mask/smink, 2012년~)
- 음악상 (Bästa originalmusik	, 2012년~)
- 미술상 (Bästa scenografi, 2012년~)
- 시각효과상 (Bästa visuella effekter, 2012년~)
- 외국어영화상 (Bästa utländska film, 1988년~)
- 단편영화상 (Bästa kortfilm, 1996년~)
- 장편 다큐멘터리 영화상 (Bästa dokumentärfilm, 2001년~)

### 현재의 특별상 부문
- 공로상 (Hedersguldbaggen, 2001년~)
- 굴스피라상 (Gullspiran, 2006년~): 어린이 영화에 지대한 공헌을 한 사람에게 시상.
- 관객상 (Biopublikens pris, 2007년~2011년,2013년~)